# Fos Provence Basket
Pour les articles homonymes, voir Fos-sur-Mer.
Actualités
Le Fos Provence Basket est un club français de basket-ball dont la section masculine évolue en deuxième division. Le club est basé dans la ville de Fos-sur-Mer, mais a l'ambition d'être le club de la métropole Aix-Marseille. Il joue d'ailleurs une partie de ses matchs au Palais des Sports de Marseille.

## Historique
Le 13 janvier 1972, le club de basketball de Fos-sur-mer voit le jour sous le nom de Frat Fosséenne, à l’époque des grands chantiers de la zone industrielle portuaire. Les deux fondateurs sont Paul Bruyère et Jean Lovato.
Joueur au club entre 2000 et 2003, Rémi Giuitta prend les rênes de l'équipe première alors en Nationale 2 pour la saison 2003-2004.
Le 18 janvier 2020, Fos reçoit Saint-Quentin Basket-Ball au Palais des Sports de Marseille et établit son record d'affluence avec 3384 spectateurs.
Les 11 et 14 juin 2018, l'équipe professionnelle remporte les deux matchs de la finale des playoffs de Pro B, accédant à l'élite du basket-ball français pour la première fois de son histoire.
Pour ses débuts en première division, Fos s'incline lors de ses deux premiers matches à l'extérieur. Pour la 3e journée, Fos reçoit la JDA Dijon pour le premier match de Jeep Elite à la Halle Parsemain et s'incline lourdement 61 à 82 dans une salle remplie aux trois quarts de sa capacité. Le 26 septembre 2018, lors de la 6e journée du championnat, Fos remporte le premier match de son histoire au plus haut niveau du basket-ball français en s'imposant contre Boulazac.
Le club redescend en deuxième division à l'issue de la saison 2022-2023.

## Palmarès
- 2021 : Champion de France Pro B
- 2021 : Leaders Cup de Pro B
- 2018 : Vainqueur des playoffs Pro B (Accession en Jeep Élite)
- 2017 : 2e de ProB et demi-finale des Playoffs vs Nantes
- 2016 : 2e de ProB et demi-finale des Playoffs vs Le Portel
- 2015 : Demi-finale de la Leader’s Cup et quart de finale de Coupe de France
- 2014 : Quart de finale des Playoffs vs Châlons-Reims
- 2013 : Quart de finale des Playoffs vs Poitiers
- 2012 : Demi-finale des Playoffs vs Limoges
- 2011 : Demi-finale des Playoffs vs Nanterre
- 2009 : 3e de N1 – le club accède à la Pro B
- 2006 : Champion de N2 – le club accède à la N1
- 2003 : Champion Nationale masculine 2

## Entraîneurs successifs
- depuis 2022 :  Rémy Valin
- 2003-2022 :  Rémi Giuitta

## Joueurs célèbres ou marquants
- Lee Cummard
- Amadi McKenzie
- Crawford Palmer
- Sherman Gay
- David Huertas
- Karim Atamna
- Moussa Badiane
- Kevin Bichard
- Mamadou Dia
- Issife Soumahoro
- Ismaïla Sy
- Hugues Vanrentergeem
- Samuel Haanpää
- Mohamed Hachad

## Identité du club

### Logos

Ancien logo.
Ancien logo.
Logo jusqu'en septembre 2019.
Logo depuis septembre 2019.

### Équipementiers
| Période                | Équipementier           | Réf.  |
| ---------------------- | ----------------------- | ----- |
| 2009/10 min. – 2012/08 | Adidas                  | [ 3 ] |
| 2012/08 – 2014/06 min. | Nike                    | ,     |
| 2014/9 – 2017/07 min.  | Vive (marque espagnole) | ,     |
| 2018/10 –              | Peak Sport Products     | [ 9 ] |